# Jaime Villegas
Jaime Enrique Villegas Roura (né le 5 juillet 1950 à La Ceiba au Honduras) est un joueur de football international hondurien qui évoluait au poste de défenseur.

## Biographie

### Carrière en club
Jaime Villegas évolue pendant 17 saisons en faveur du Real España, entre 1970 et 1986.
Il remporte avec cette équipe quatre titres de champion du Honduras.

### Carrière en sélection
Jaime Villegas reçoit 32 sélections en équipe du Honduras, sans inscrire de but, entre 1973 et 1985.
Il dispute avec le Honduras cinq matchs rentrant dans le cadre des éliminatoires du mondial 1974, douze comptant pour les éliminatoires du mondial 1978, et enfin neuf lors des éliminatoires du mondial 1982.
Il figure dans le groupe des sélectionnés lors de la Coupe du monde de 1982. Lors du mondial organisé en Espagne, il prend part aux trois matchs disputés par son équipe. Il joue à cet effet contre l'Espagne, l'Irlande du Nord, et la Yougoslavie.

## Palmarès
Real España
| - Championnat du Honduras (4) : - Champion : 1974, 1975, 1976 et 1980. - Vice-champion : 1977, 1978 et 1986. - Coupe du Honduras (1) : - Vainqueur : 1973. |  | - Copa Interclubes UNCAF (1) : - Vainqueur : 1982. - Finaliste : 1979. |